# George W. Johnson (cantor)
George Washington Johnson (29 de outubro de 1846 – 23 de janeiro de 1914) foi um cantor americano e pioneiro na gravação de som. Johnson foi a primeira estrela afro-americana da época do fonógrafo. Suas canções mais populares foram "The Whistling Coon" e "The Laughing Song".

## Início da vida
Johnson provavelmente nasceu na Virgínia, no Condado de Fluvanna ou próximo a Wheatland no Condado de Loudoun. Seu pai era escravo e provavelmente foi libertado em 1853. Quando jovem, Johnson foi criado perto de Wheatland como companheiro e servo do filho de um próspero fazendeiro branco. Enquanto esteve com esta família, desenvolveu sua habilidade musical e, também, aprendeu a ler e escrever, o que era ilegal para uma criança negra na Virgínia antes da Guerra Civil Americana. Mais tarde, Johnson trabalhou como operário e, com cerca de vinte anos, mudou-se para a cidade de Nova Iorque. No final da década de 1870, ele ganhou a vida como artista de rua em Nova Iorque. Ficou famoso pelos seus assobios.

## Carreira musical
Entre janeiro e maio de 1890, Johnson foi recrutado por dois distribuidores regionais de fonógrafos diferentes que procuravam cantores para gravar em suas máquinas operadas por moedas. Charles Marshall, da Companhia Fonográfica de Nova Iorque, e Victor Emerson, da Companhia Fonográfica de Nova Jérsei, ouviram Johnson em uma apresentação em Manhattan, provavelmente nos terminais de balsas do rio Hudson. Os dois convidaram Johnson para gravar seu assobio alto e esfarrapado em cilindros de fonógrafo de cera por uma taxa de vinte centavos por apresentação de dois minutos. Embora Johnson pudesse assobiar todas as melodias do dia, uma de suas primeiras gravações para as duas empresas foi uma popular canção de vaudeville chamada "The Whistling Coon". Johnson cantou e assobiou, e também foi capaz de dar uma gargalhada barulhenta em tom musical. A partir disso, ele desenvolveu a segunda performance que o tornou famoso, "The Laughing Song". Embora ele tenha gravado outro material, incluindo a música "Listen to the Mockingbird" e algumas apresentações curtas de menestrel feitas com outros artistas, foram essas duas canções que Johnson tocou e gravou continuamente por anos.

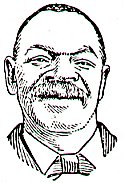
Gravura de Johnson do catálogo de registros (c.1900)

Nos primórdios da indústria fonográfica, todo disco era um "master". Cantores com vozes fortes poderiam fazer três ou quatro gravações utilizáveis ao mesmo tempo, com várias máquinas funcionando simultaneamente com suas cornetas de gravação apontadas para a boca do cantor. Johnson às vezes cantava a mesma música repetidamente no estúdio de gravação cinquenta ou mais vezes por dia.
Em 1895, as duas canções gravadas por Johnson "The Whistling Coon" e "The Laughing Song" foram as gravações mais vendidas nos Estados Unidos. Nas paradas, "The Laughing Song" foi o número um por dez semanas entre abril a junho de 1891, enquanto "The Whistling Coon" foi o número um por cinco semanas entre julho e agosto de 1891. Johnson foi o primeiro cantor afro-americano a aparecer na parada pop, sendo, também, compositor da primeira canção escrita por um afro-americano a entrar nas paradas. As vendas totais de seus cilindros de cera entre 1890 e 1895 foram estimadas em cerca de 25.000 a 50.000, registradas, cada uma, individualmente pelo próprio Johnson. Notavelmente, a gravadora de Nova Jersey comercializou Johnson como um homem negro, durante uma época em que grande parte da sociedade americana era fortemente segregada pela cor. "The Whistling Coon" foi caracterizada por uma melodia alegre e uma letra que seria atualmente inaceitável, por causa da comparação de um homem negro a um babuíno.
Johnson continuou gravando para as empresas de Nova Iorque e Nova Jérsei e, em 1891, também começou a gravar para sua empresa controladora, a Companhia Fonográfica Norte Americana. Uma de suas sessões de gravação de 1891 foi realizada no laboratório de Thomas Edison em West Orange, Nova Jérsei. Johnson também fez apresentações em Vaudeville. Seu repertório no palco era praticamente limitado a suas duas canções famosas, mas isso foi suficiente para fazer com que ele ganhasse shows.
Em 1894, Johnson começou a gravar com Len Spencer, uma estrela de Vaudeville da época, e os dois continuaram amigos até a morte de Johnson. Em 1895, Johnson fez suas primeiras gravações na então recente tecnologia de gravação em disco para o Berliner Gramophone. Johnson gravou, também, para a Edison Records, Columbia, Victor Talking Machine Company, Chicago Talking Machine Company, Bettini e diversas outras pequenas empresas de cilindros e discos durante a década de 1890 e até meados de 1909 ou 1910.
Em 1897, Johnson gravou duas novas canções, "The Laughing Coon" e "The Whistling Girl". Elas permaneceram nos catálogos das gravadoras Edison e Columbia por anos, embora nenhum delas fosse tão popular quanto suas duas gravações originais.

## Final da vida
Em 1905, a popularidade de Johnson havia diminuído. A então recente tecnologia de gravação permitiu a prensagem de milhares de registros duplicados de um único master, e, para, Johnson não seria mais necessário que ele gravasse cada cópia individualmente, perdendo, assim, espaço. Seu amigo Len Spencer, se torna, agora, um artista de sucesso e agente de reservas e contratou Johnson como porteiro de escritório. Johnson trabalhou para Spencer e morou em seu prédio comercial por vários anos, depois voltou para o Harlem. Johnson morreu de pneumonia e miocardite em 1914, aos 67 anos. Ele foi enterrado em uma cova sem identificação no Cemitério Maple Grove em Kew Gardens, Queens, Nova Iorque.

## Vida pessoal e rumores
Falsos rumores foram espalhados de que Johnson morreu em um linchamento de motivação racial ou, ainda, que foi enforcado depois de cometer um assassinato. Embora nenhuma das histórias seja verdadeira, Johnson teve uma vida pessoal "agitada". Não há evidências de que ele tenha se casado legalmente ou tido filhos, mas Johnson teve pelo menos duas "esposas em união estável", ambas as quais morreram enquanto viviam com ele. A primeira, uma "mulher alemã não identificada", foi encontrada morta em seu apartamento na Rua West, 39 em meados do final de 1894 ou no início de 1895. Nenhuma acusação foi feita. A segunda, Roskin Stuart, foi encontrada espancada e inconsciente em seu apartamento na Rua West, 41 em 12 de outubro de 1899. Stuart foi levada ao hospital e morreu algumas horas depois. George W. Johnson foi julgado por assassinato em primeiro grau e considerado inocente.

## Honrarias
Em meados de 2013, a Sociedade Maple Grove de Preservação Histórica iniciou uma campanha para homenagear Johnson e recebeu uma doação da Fundação MusiCares para erguer uma placa no túmulo de Johnson. Em 12 de abril de 2014, pouco mais de um século após sua morte, o cantor foi finalmente reconhecido em uma cerimônia que incluiu exibições, apresentações e uma atuação do ator Larry Marshall, que se passou por Johnson em seu papel.
Também em 2013, sua gravação de meados de 1896, "The Laughing Song" foi incluída no Registro Nacional de Gravações da Biblioteca do Congresso.